# Джузеппе Москіні
Джузеппе Москіні (італ. Giuseppe Moschini, 17 червня 1903, Сант'Ельпідіо-а-Маре - 17 січня 1943, Туніська протока) — італійський військовик, учасник Другої світової війни, нагороджений Золотою медаллю «За військову доблесть».

## Біографія
Джузеппе Москіні народився 17 червня 1903 року в Сант'Ельпідіо-а-Маре. У 1918 році вступив до Військово-морської академії в Ліворно, яку закінчив у 1922 році у званні гардемарина. У 1924 році отримав звання молодшого лейтенанта. Пройшов курс навчання за спеціальністю повітряної аеророзвідки у Таранто і у званні лейтенанта ніс службу у 187-й ескадрильї гідролітаків.
У 1931 році Джузеппе Москіні повернувся на флот. Ніс службу на підводних човнах «Енріко Тоті», потім на «Балілла». У 1969 році отримав звання капітана III рангу. Командував підводним човном «Фрателлі Бандьєра», потім шпитальним судном «Чезареа» (італ. Cesarea), після чого був переведений в дивізіон торпедних катерів MAS що базувався в Ла-Спеції.
У 1939 році Джузеппе Москіні брав участь в десантній операції у Валоні під час окупації Албанії, за що був нагороджений срібною медаллю «За військову доблесть».
Отримавши звання капітана II рангу, із наближенням Другої світової війни  Джузеппе Москіні був призначений командувачем 2-ї флотилії MAS, яка базувалась в Аугустї. Він брав участь в операціях флотилії в Туніській протоці.
У липні 1942 року був призначений командиром есмінця «Бомбардьєре», що супроводжував конвої в Північну Африку. 
17 січня 1943 року есмінці «Бомбардьєре» та «Леджонаріо» вийшли з Бізерти, супроводжуючи в Палермо теплохід «Маріо Розеллі».
Незабаром після заходу сонця, коли конвой перебував за 24 милі на південний захід від острова Мареттімо (Егадські острови), в «Бомбардьєре» влучила торпеда, випущена підводним човном «Юнайтед» в точці з координатами 38°15′ пн. ш. 11°43′ сх. д. / 38.250° пн. ш. 11.717° сх. д.. Торпеда, імовірно, була оснащена магнітним підривачем, оскільки вибух стався під корпусом есмінця в районі мостика. Вибухом був перебитий кіль, вибухнув паровий котел, носова надбудова рухнула в море. Корпус корабля розламався на 2 частини. Кормова затонула практично одразу, носова - за декілька хвилин.
Джузеппе Москіні, 7 офіцерів та 167 матросів загинули. Іншим кораблям вдалось врятувати 49 членів екіпажу.
Джузеппе Москіні посмертно був нагороджений  Золотою медаллю «За військову доблесть».

## Нагороди
- Золота медаль «За військову доблесть»
- Срібна медаль «За військову доблесть»
- Бронзова медаль «За військову доблесть»
- Хрест «За військову доблесть»
- Хрест «За військові заслуги»
- Офіцер Ордена Корони Італії
- Кавалер Ордена Святих Маврикія та Лазаря
- Срібна медаль «За доблесну службу на флоті»